# Coupe de la Ligue d'Algérie féminine de football
La Coupe de la Ligue Nationale du Football Féminin (arabe : كأس الرابطة الوطنية لكرة القدم النسائية) couramment abrégé en Coupe de la LNFF et connue sous le nom de Coupe de la Ligue Féminine, est une compétition dans laquelle s'affrontent les clubs  algériens de football féminin. Elle a été créée en 2016 afin de développer le football féminin en Algérie.

## Histoire
Un nouveau système de compétition du championnat de football féminin et de la Coupe d'Algérie Féminine entre en vigueur durant la saison 2016-2017, qui vit aussi le déroulement pour la première fois de la Coupe de la Ligue Nationale du Football Féminin (Coupe de la LNFF).
Ces décisions approuvées par le bureau fédéral lors d'un réunion qui s'est tenue le jeudi 19 mai 2016, vise à augmenter le volume de jeu des joueuses de football afin d'en élever le niveau, a précisé la Fédération Algérienne de Football sur son site officiel.
La première édition de la Coupe de la LNFF a vu le sacre de l'ASE Alger-Centre face au club de l'AS Sûreté Nationale, aux tirs au but après un score de parité un but partout dans le temps réglementaire.
Le bureau fédéral décide également de l'organisation de la première édition de la Supercoupe du Football Féminin, dont le premier match opposa le champion du championnat de la saison 2015/2016 et le vainqueur de la Coupe d'Algérie Féminine de la même saison.

## Finales
| Années    | Vainqueurs          | Scores              | Finalistes          | Lieux                                |
| --------- | ------------------- | ------------------- | ------------------- | ------------------------------------ |
| 2016–2017 | ASE Alger Centre    | 1 – 1 (4 – 3) t.a.b | AS Sûreté Nationale | Stade Ahmed Zabana, Oran             |
| 2017–2018 | AS Sûreté Nationale | 0 – 0 (5 – 4) t.a.b | FC Constantine      | Stade Ahmed Zabana, Oran             |
| 2018–2019 | FC Constantine      | 2 – 1               | AS Sûreté Nationale | Stade Omar Hamadi, Alger             |
| 2023–2024 | CF Akbou            | 4 – 2               | CR Belouizdad       | Stade Salem Mabrouki, Rouïba (Alger) |

## Palmarès
| Club                | Vainqueurs | Finalistes | Victoires | Finales      |
| ------------------- | ---------- | ---------- | --------- | ------------ |
| AS Sûreté Nationale | 1          | 2          | 2018      | 2017 et 2019 |
| CS Constantine      | 1          | 1          | 2019      | 2018         |
| ASE Alger Centre    | 1          | 0          | 2017      |              |
| CF Akbou            | 1          | 0          | 2024      |              |
| CR Belouizdad       | 0          | 1          |           | 2024         |

Note : CS Constantine (ex. FC Constantine)

## Palmarès des équipes de jeunes en Coupe de la Ligue

### Coupe de la Ligue d'Algérie féminine des U20
| Édition | Saison    | Vainqueur     | Score | Finaliste | Lieu                    |
| ------- | --------- | ------------- | ----- | --------- | ----------------------- |
| 1re     | 2023-2024 | Afak Relizane | –     | CF Akbou  | Stade du 20 Août, Alger |

### Coupe de la Ligue d'Algérie féminine des U17
| Édition | Saison    | Vainqueur | Score | Finaliste        | Lieu                                 |
| ------- | --------- | --------- | ----- | ---------------- | ------------------------------------ |
| 1re     | 2023-2024 | CF Akbou  | 3–1   | ASE Alger Centre | Stade Salem Mabrouki, Rouïba (Alger) |

## Voir Aussi
- Championnat d'Algérie de football féminin
- Coupe d'Algérie féminine de football
- Supercoupe d'Algérie de football féminin